# Траян Филиповски
Траян Филиповски с псевдоним Чуруко е югославски партизанин и деец на Комунистическата съпротива във Вардарска Македония.

## Биография
Роден е в Битоля на 12 август 1926 година в бедно семейство. Учи в гимназия в родния си град. Включва се в петнадесети корпус на НОВЮ на 12 април 1944 година. Убит е на 12 ноември 1944 година.